# Tommy Denander

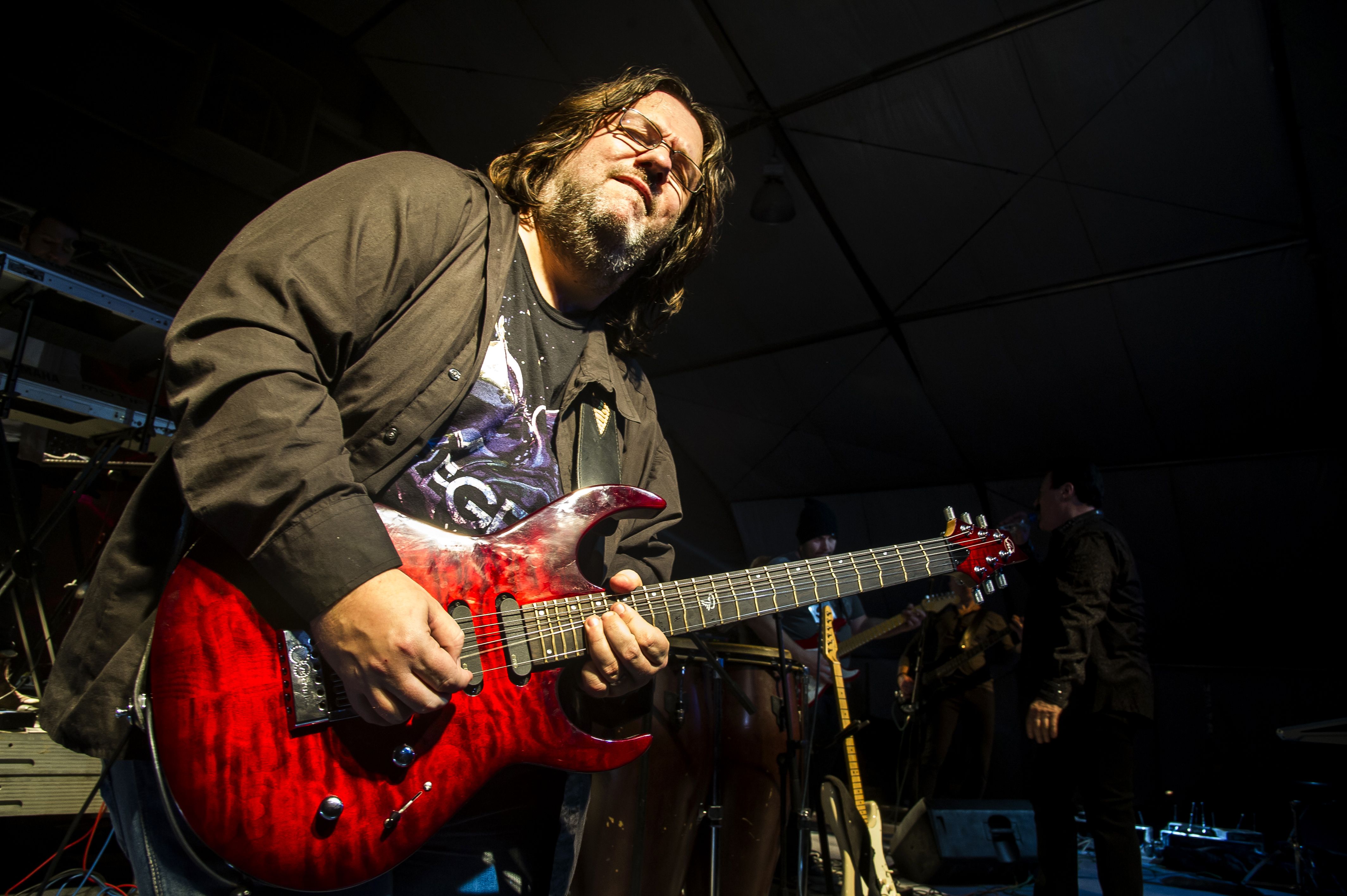
Tommy Denander vid Transit Center, Manas, Kirgizistan, 31 december 2013.

Tommy Denander, född 10 mars 1968 i Stockholm, är en svensk gitarrist och låtskrivare /producent. Denander är krediterad på ett stort antal skivor med bland andra Talisman, House of Lords, Paul Stanley och Phenomena.
Denander föddes i Åkersberga där han bodde fram till 19 års ålder då han flyttade till Los Angeles men bor sedan 1992 återigen i Åkersberga.
Denander började spela gitarr vid 5 års ålder och kom 14 år gammal med i ett hårdrocksband som hette ATC och fick skivkontrakt med Polygram/Vertigo. I ATC ingick även framtida Candlemass-gitarristen Mappe Björkman.